# Ekvivalenciaosztály
Ekvivalenciaosztálynak nevezzük egy halmaz azon részhalmazát, amelynek elemei egy megadott ekvivalenciareláció szerint ekvivalensek. Az ekvivalenciaosztályok a halmazt diszjunkt módon osztják fel.

## Definíció
Legyen {\displaystyle H} halmaz, {\displaystyle \rho } pedig ekvivalenciareláció {\displaystyle H} felett. Ekkor {\displaystyle y\in H} szerinti ekvivalenciaosztálynak nevezzük a következő halmazt:
{\displaystyle K:=\left\{x|x\in H\land x\rho y\right\}.}

## Tulajdonságok

### Diszjunkt halmazok
Az ekvivalenciaosztályok diszjunkt halmazok:
{\displaystyle K\cap K'=\emptyset }

#### Bizonyítás
Indirekt módon bizonyítunk: tegyük fel, hogy van olyan elem, amely mindkét osztálynak eleme. Ekkor mindkét osztály minden eleme ekvivalens ezzel az elemmel, és az ekvivalencia definíciója alapján egymással is, tehát a két halmaz kölcsönösen részhalmaza egymásnak, azaz egyenlő.
{\displaystyle K\cap K'={x}}
{\displaystyle \forall k\in K:k\rho x}
{\displaystyle \forall k'\in K':k'\rho x}
Az ekvivalencia tranzitivitása alapján
{\displaystyle \forall k\in K,\forall k'\in K':k\rho k'}
Az ekvivalenciaosztály definíciója szerint pedig
{\displaystyle \forall k\in K:k\in K'\Rightarrow K\subseteq K'}
{\displaystyle \forall k'\in K':k'\in K\Rightarrow K'\subseteq K}
{\displaystyle K\subseteq K'\land K'\subseteq K\Rightarrow K=K'}
QED

### Faktorizálás
Ha {\displaystyle \rho } ekvivalencia a {\displaystyle H} halmaz felett, akkor minden eleme benne van valamelyik ekvivalenciaosztályban. A {\displaystyle H} feletti ekvivalenciaosztályok halmazát {\displaystyle H} faktorhalmazának nevezzük. Jelölése: {\displaystyle H/\rho }.